# Неджип Фазъл Късакюрек
Ахмет Неджип Фазъл Късакюрек (26 май 1904 г., Истанбул – 25 май 1983 г., Истанбул) – турски поет, писател, сценарист и мислител. Завършва Военноморската гимназия в Юскюдар – Истанбул, а после се записва във философския факултет на Дар-юл Фюнюн-Истанбул. Продължава образованието си в Париж.
Започва да пише стихотворения още на 12-годишна възраст, а на 17 години вече издава първата си стихосбирка.